# Снежки

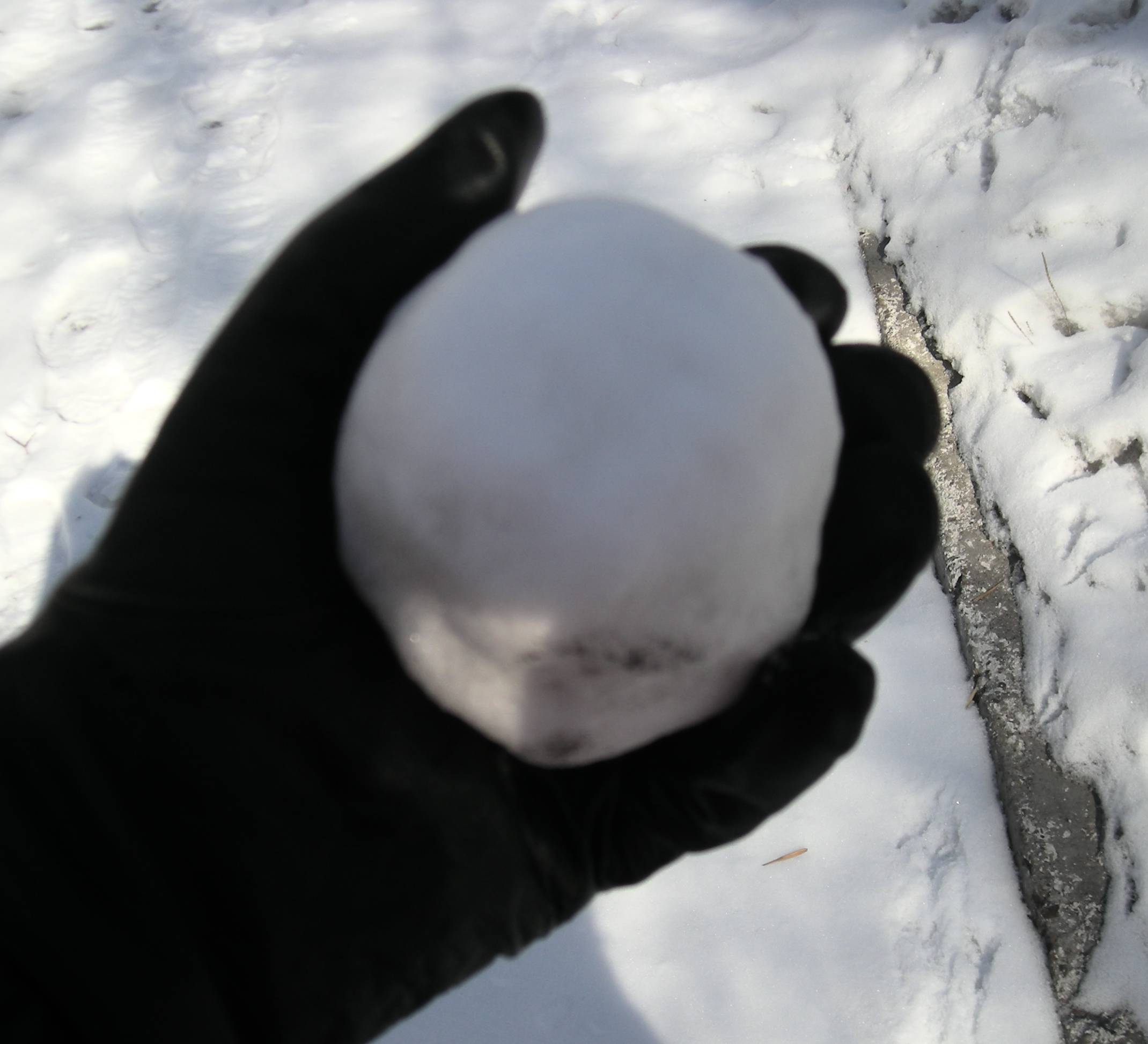
Снежок — снаряд для игры

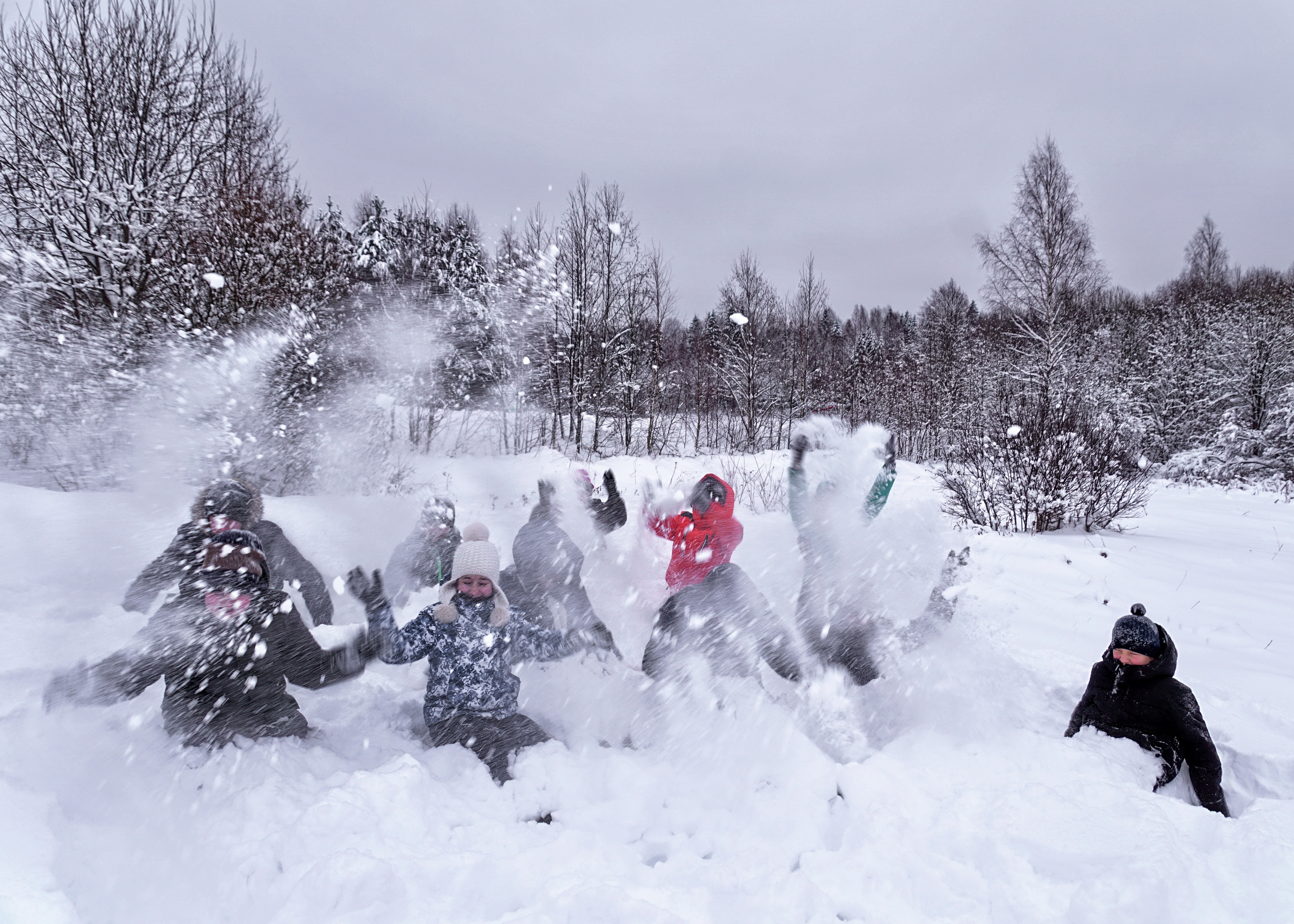
Игра в снежки

Игра́ в снежки́ — подвижная игра, обычно на открытом воздухе в зимний период, с перебрасыванием свежеслепленными небольшими снежными комьями — снежка́ми. В игре обычно участвуют две команды, имитирующие бой.
Мировой рекорд по количеству участников был установлен 10 февраля 2006 года в Мичиганском технологическом университете: в игре участвовало 3745 студентов и детей.
Игра имеет различные модификации. Одна из них — использование различных защитных сооружений (в том числе из снега — снежная крепость).
У В. И. Даля можно найти также устаревший синоним: «Играть в лясы, в снежки».
Существует спортивный вариант игры в снежки — юкигассен.

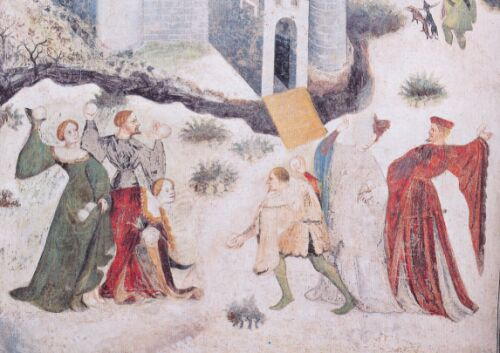
На фреске в замке Буонконсильо (нач. XV в.)
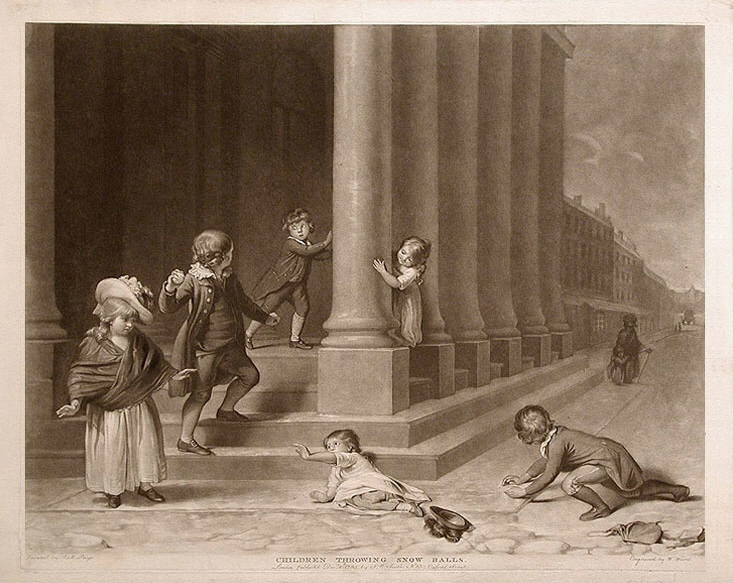
Дети, играющие в снежки (1785 г.)
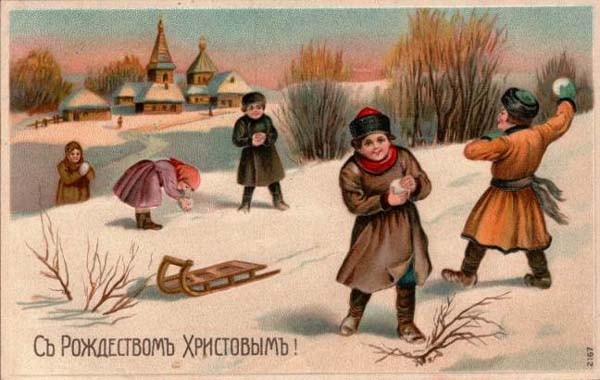
Игра в снежки. Рождественская открытка.